# Sanherib
Sanherib (akadsko  Sîn-ahhī-erība, Sîn je nadomestil brate, sirsko ܣܝܢܚܪܝܒ‎, Sīnḥārīḇ, hebrejsko סַנְחֵרִיב‬, sodobno hebrejsko Sanḥērív, tibersko Sanḥēríḇ)  je bila asirski kralj, ki je vladal od 705 pr. n. št. do 681 pr. n. št. Znan je predvsem po svojih vojnih pohodih v Babilonijo in Judejo in velikih gradnjah, predvsem v akadski  prestolnici Ninive. Leta 681 pr. n. št. je bil v nepojasnjenih okoliščinah umorjen. Domnevni morilec je bil njegov starejši sin, ker je bil za naslednika izbran njegov najmlajši sin Asarhadon.
Njegovo vladavino je zaznamovalo stalno reševanje tako imenovanega  »babilonskega problema« – nepriznavanja asirske nadoblasti, ki je doseglo višek z uničenjem Babilona leta 689 pr. n. št. Na več pohodov se je odpravil tudi v Sirijo, gorato pokrajino vzhodno od Asirije, Anatolijo in proti Arabcem v severnih arabskih puščavah. Njegovi pohodi v Sirijo so omenjeni v Drugi knjigi kraljev hebrejske Biblije. Sanheribovo smrt so imeli  v Babilonu za božjo kazen zaradi opustošenja mesta.
Bil je tudi pomemben graditelj. Med njegovim vladanjem je asirska umetnost dosegla svoj višek. Najbolj znane so gradnje v Ninivah, 50 km dolg kanal za oskrbo mesta z vodo in »Palača brez primere«. Vsebovala je nekaj elementov, ki bi lahko bili prototip legendarnih visečih babilonskih  vrtov  ali celo vrtovi sami.

## Novoasirsko cesarstvo 911–612 pr. n. št.
Asirija se je začela v bronasti dobi kot mestna država ali majhno kraljestvo v srednjem toku Tigrisa. Na koncu bronaste dobe je kraljestvo razpadlo in se na začetku železne dobe ponovno ustanovilo pod Tiglat-Pileserjem III. in njegovima sinovoma Šalmaneserjem V. in Sargonom II. Slednja sta vladala od 744 do 705 pr. n. št. V tem času je Asirija razširila svojo oblast na Mezopotamijo, Anatolijo in Sirijo-Palestino. Prestolnica Ninive je bila ena od najbogatejših mest antičnega sveta. Vzpon cesarstva je vzbujal strah in sovraštvo njegovih sosedov, zlasti Babilonije, Elama in Egipta, in majhnih kraljestev,  kakršna  je bila Judeja. Vsaka opazna šibkost cesarstva v kakšnem delu države je zato sprožila vstajo, največkrat  v Babiloniji. Sanheribova primarna zaposlitev je bilo prav reševanje tega tako imenovanega »babilonskega problema«.

## Babilonski problem
Sanheribov stari oče Tiglat-pileser III. je s svojo proglasitvijo za kralja Babilonije ustvaril dvojno monarhijo, v kateri so bili Babilonci uradno samostojni. Močni lokalni voditelji niso tega nikoli sprejeli. Med njimi je izstopal plemenski poglavar Marduk-apla-iddina (v hebrejski Bibliji Merodah-baladan). Marduk-apla-iddina  je Tiglat-pileserju plačeval davek, ko je njegovega naslednika Šalmaneserja V. odstavil in zamenjal Sanheribov oče Sargon II., pa je izkoristil priložnost in se proglasil za kralja Babilonije. Sledilo je trideset let dolgo obdobje zatiranja uporov in porajanja novih.
Sargon je poskušal babilonski problem rešiti s »kultiviranjem«  Babiloncev, Sanherib pa je bil bolj radikalen. Na javno mnenje Babiloncev in državniške dolžnosti, ki jih je imel kot babilonski kralj, zlasti med praznovanjem novega leta, se  sploh ni oziral. Zanimalo ga je samo vojskovanje, ki je doseglo višek v popolnem uničenju mesta Babilon leta 689 pr. n. št. Uničil je templje in kipe bogov, razen Mardukovega, katerega je odpeljal v Asirijo. Dogodki so zgrozili tudi Asirce same, ker so babilonske bogove zelo častili tudi oni.

## Zasedba prestola in vojni pohodi

### Zasedba prestola
Sanherib verjetno ni bil prvorojenec Sargona II. Njegovo ime kaže, da je bil morda zamenjava za umrle brate, vendar so ga od mladega  vzgajali za prestolonaslednika in mu zaupali zahtevne administrativne posle. Za Sanheribovo prvo leto vladanja po očetovi nepričakovani smrti v bitki primarni viri navajajao tri različne datume: 705 pr. n. št., 704 pr. n. št. in 703 pr. n. št., kar kaže, da prenos oblasti ni potekal gladko. Prevzem oblasti so ovirali upori v Siriji-Palestini, kjer so jih podpihovali Egipčani, še bolj resni pa v Babiloniji, kjer je na prestol prišel Marduk-apla-iddina in zbral veliko vojsko Kaldejcev, Aramejcev, Arabcev in Elamitov.

### Vojni pohodi v Mezopotamijo, Sirijo, Izrael in Judejo
Prvi Sanheribov pohod, ki  se je začel leta 703 pr. n. št., je bil uperjen proti Marduk-apla-iddinu. Porazil je upornike in izropal babilonske palače, prebivalcem pa je prizanesel. Marduk-apla-iddina je pobegnil. Sanherib je na babilonski prestol instaliral marionetnega kralja Bel-ibnija in v Babiloniji je dve leti vladal mir.
Leta 701 pr. n. št. se je Sanherib vrnil na zahod cesarstva, kjer se mu je s podporo Egipta im Marduk-apla-iddina  uprl  Ezekija Judejski. V upor je bilo vpletenih več majših držav. Sanherib je Sidon in Aškelon osvojil s silo, druge državice, vključno z Biblosom, Ašdodom, Amonom, Moabom in Edomom, pa so bile brez upora  pripravljene plačevati davek. Ekron je za pomoč zaprosil Egipčane, vandar so bili tudi oni poraženi. Sanherib se je nato obrnil proti Ezekijevi prestolnici  Jeruzalem. Začel ga je oblegati, bližnja osvojena mesta Ekron, Gazo in Ašdon pa je izročil asirskim vazalnim vladarjem. Jeruzalema ni nikoli osvojil. Biblija pravi, da je Jahvejev angel ubil 185.000 asirskih vojakov in prekinil obleganje Jeruzalema. Ezekija je ostal na prestolu kot asirski vladar. Dogodki so z nekaj razlikami opisani v svetopisemski Drugi knjigi Kraljev in asirskih dokumentih.
Leta 699 pr. n. št. je Bel-ibnija zaradi nezaupanja ali nekompetentnosti na mestu babilonskega kralja  zamenjall Sanheribov najstarejši sin Ašur-nadin-šumi.  Marduk-apla-iddina se je s podporo Elama še naprej upiral, zato je Sanherib s feničanskim ladjevjem odplul po Evfratu navzdol in uničil elamsko oporišče na obali Perzijskega zaliva. Elamiti so medtem odstavili Marduk-apla-iddino in na babilonski prestol posadili njegovega sina Nergal-ušeziba. Novega kralja so Asirci leta 693 pr. n. št.  ujeli in odpeljali v Ninive, Sanherib pa je ponovno napadel Elam. Elamski kralj je pobegnil v gore. Sanherib je izropal njegovo kraljestvo, ko se je vračal domov pa so se Elamiti vrnili v Babilon, ustoličili novega kralja Mušezib-Marduka in pod njegovim vodstvom sprožili nov upor. Babilon je leta 689 pr. n. št. po dolgem obleganju  dokončno prišel pod asirsko oblast. Sanherib je babilonski problem rešil s popolnim uničenjem mesta. Problem v resnici ni bil dokončno rešen. Leta 612 pr. n. št. so Babilonci s svojimi zavezniki oplenili Ninive, kar je pomenilo konec Asirskega cesarstva.

### Manjši pohodi
Sanherib je izvedel več manjših pohodov na mejah cesarstva, s katerimi ni bistveno povečal svojega ozemlja. Leta 702 pr n. št. in 699-697 pr. n. št. je večkrat vdrl  v  gorate predele vzhodne Asirije. Na enem od njih je pobral davek od Medijcev. Leta 696 in 695 pr. n. št. je poslal vojsko v Anatolijo, kjer se je po Sargonovi smrti uprlo nekaj vazalov. Okoli 690 pr. n. št. je odšel na pohod v severne arabske puščave, osvojil Dumat Al Džandal in ujel arabsko kraljico.

## Državna uprava in gradnje
Asirsko cesarstvo je bilo razdeljeno na province. Njihovi guvernerji so bili odgovorni za vzdržavanje cest in javnih zgradb in  izvrševanje državne politike. Eden od pomembnih elementov te politike so bile masovne deportacije in prezazporeditve prebivalcev, s katerimi so poskušali kaznovati in preprečiti upore in ponovno poseliti razseljena ozemlja. Njihov glavni cilj je bilo vzdrževanje proizvodnje hrane.  Od leta 745 pr. n. št. do 612 pr. n. št. je bilo preseljenih okoli 4,5 milijona prebivalcev, od tega samo med Sanheribovim vladanjem okoli 470.000.
Sanherib je iz Niniv naredil mogočno mesto z novimi ulicami in trgi in slavno »palačo brez primere«. Tloris palače je meril 503 x 242 m. Imela je najmanj  80 sob. V palači so odkrili veliko klinopisnih tablic. Temelji palače so bili zgrajeni iz blokov apnenca in blatnih zidakov in visoki 22 m. Vanje je bilo vgrajenih približno 2.680.000 m3 ali 160 milijonov zidakov. Zidovi palače so bili zgrajeni iz blatnih zidakov in visoki 20 m. Nekaj vhodov je bilo okrašenih s kolosalnimi kamnitimi kipi krilatih levov ali bikov s človeškimi glavami, težkimi do 30 ton. Pripeljeli so jih iz 50 km oddaljenih kamnolomov in, verjetno po klančini, dvignili 20 m visoko. V palači je bilo tudi 3.000 m kamnitih plošč s plitvimi reliefi, na katerih je bila dokumentiran vsak korak gradnje, tudi  lomljenje kamna v kamnolomih in njegov transport z vleki po Tigrisu. Na enem od prizorov je 44 mož, ki vleče kolosalen kip. Kipe so dokončno obdelali potem, ko so bili postavljeni. Večina kipov je tehtala od 9 do 27 ton.
Na zidovih palače je bilo veliko prizorov iz bitk, sovražnikov, nataknjenih na kol, paradirajočih vojakov z vojnim plenom in hvalisavih napisov. Na enem od njih je opis osvojitve Babilona: »Njegovin prebivalcem, mladim in starim, nisem prizanesel. Njihova trupla so napolnila mestne ulice.« O bitki pri Lahišu je napisal: »Ezekija Judejski, ki se ni uklonil moji volji ... njega sem zaprl v njegovo prestolnico Jeruzalem kot ptiča v kletko. Proti njemu sem zgradil okope in vsak, ki je prišel skozi mestna vrata, je moral plačati za njegov zločin. Njegova mesta, ki sem jih oplenil, sem odrezal od njihove dežele.«
V tistem času so Ninive merile približno 7 km2. V obzidju je bilo petnajst velikih mestnih vrat. Z vodo so se oskrbovale s  hribov po osemnajstih dodelanih vodnih kanalih. Na več delih sistema so bili zgrajeni akvadukti. V Džervanu so odkrili akvadukt dolg 65 km. V obzidanem delu mesta je živelo okoli 100.000 ali celo 150.000 prebivalcev, se pravi dvakrat več kot v Babilonu. Ninive so bile takrat eno od največjih mest na svetu. 
Namakan vrt  ob Sanheribovi palači je bil morda tisti, ki so ga imeli za »babilonske viseče vrtove«.

## Smrt
Sanherib je bil leta 681 pr. n. št. v nepojasnjenih okoličinah umorjen. Napis njegovega naslednika Asarhadona opisuje, da je Asarhadon na vojnem pohodu izvedel, da se njegovi bratje spopadajo na ulicah Niniv.  Z vojsko se je vrnil domov, jih vse porazil in zasedel prestol. Opis ne omenja, da so se spopadli zato, ker je eden od njih ubil svojega očeta. Umor je omenjen v eni od babilonskih kronik, Bibliji   (Druga knjiga kraljev 19:36-37, Druga kroniška knjiga 32:21, Izaija 37:36–38, Tobija 1:21) in kasnejših asirskih dokumentih. Njegov umor so zamolčali verjetno zato, da ne bi destabilizirali države. Eden od babilonskih zgodovinarjev je zapisal, da je bila njegova smrt božja kazen za zločine, ki jih je zgrešil v Babilonu.
Profesor Simo Parpola je na osnovi fragmentov pisma iz tistega obdobja zaključil, da je bil morilec sin Arda-Mulišši, iz Biblije znan kot Adrameleh (2 Kralji 19:37), in da je bil umor posledica niza dogodkov, ki si se začeli leta 694 pr. n. št. Tistega leta so Sanheribovega najstarejšega sina in kronskega princa Aššur-nãdin-sumija ujeli Babilonci in ga odpeljali v Elam, kjer je izginil iz zgodovinskih zapisov.   Naslednji najstarejši sin, Arda-Mulišši, je pričakoval, da bo on njegov naslednik na seznamu kandidatov. Kraljeva druga žena, Nakija Zakitu, je izrabila svoj vpliv na kralja in za naslednika vsilila svojega šibkega in  bolehnega sina Asarhadona. Sanherib je od vseh svojih podložnikov zahteval prisego zvestobe novemu kronskemu princu. 
Arda-Mulišši je med vplivnimi dvorjani kljub temu ostal priljubjena oseba. Z leti je Asarhadonova priljubljenost usihala,  priljubljenost Arda-Muliššija in njegovih bratov pa se je krepila. Sanherib je princa Asarhadona zaradi varnosti poslal v zahodne province, Arda-Mulišši pa je začutil, da bi z odločnim ukrepom lahko sam prišel na prestol in je s pomočjo pristašev očeta ubi. Natančne  okoliščine umora niso znane.